# St. Oswald (Niederösterreich)
St. Oswald (auch Sankt Oswald) ist eine Gemeinde mit 1129 Einwohnern (Stand 1. Jänner 2024) im Bezirk Melk in Niederösterreich.

## Geographie
St. Oswald liegt im Waldviertel in Niederösterreich. Die Fläche der Gemeinde umfasst 32,12 Quadratkilometer. 51,44 Prozent der Fläche sind bewaldet.

### Gemeindegliederung
Das Gemeindegebiet umfasste bis 2020 folgende fünf Ortschaften:
- Fünflingeramt samt Fünfling, Oberfell, Unterfell
- Loseneggeramt
- Sankt Oswald
- Stiegeramt samt Dorf, Dorfmühle und Rotheau
- Urthaleramt samt Burgern, Leithen, Lembach und Weghof

Seit 2020 besteht die Gemeinde nur noch aus einer Ortschaft.
Die Gemeinde besteht aus den Katastralgemeinden Fünfling, St. Oswald und Stiegeramt.

### Nachbargemeinden
|                             | Dorfstetten                                 |              |
| Waldhausen (Oberösterreich) | Kompassrose, die auf Nachbargemeinden zeigt | Yspertal     |
| Nöchling                    |                                             | Hofamt Priel |

## Geschichte
Im Altertum war das Gebiet Teil der Provinz Noricum.
Kaiser Otto III. schenkte im Jahr 998 seinem Vettern Herzog Heinrich von Bayern sein Eigengut Nochilinga. Dieses Gebiet umfasst die heutigen Gemeindegebiete von Dorfstetten, Nöchling, St. Oswald und Yspertal. Die Schenkungsurkunde spricht von Feldern, Gebäuden und Mühlen, die in diesem Gebiet bereits vorhanden waren. Somit gehört die Region des südwestlichen Waldviertels zu den ältesten besiedelten Teilen Österreichs.

### Einwohnerentwicklung
| St. Oswald: Einwohnerzahlen von 1869 bis 2024       | St. Oswald: Einwohnerzahlen von 1869 bis 2024 | St. Oswald: Einwohnerzahlen von 1869 bis 2024 | St. Oswald: Einwohnerzahlen von 1869 bis 2024 | St. Oswald: Einwohnerzahlen von 1869 bis 2024 |
| --------------------------------------------------- | --------------------------------------------- | --------------------------------------------- | --------------------------------------------- | --------------------------------------------- |
| Jahr                                                |                                               |                                               |                                               | Einwohner                                     |
| 1869                                                | 1869                                          |                                               | 1.142                                         | 1.142                                         |
| 1880                                                | 1880                                          |                                               | 1.225                                         | 1.225                                         |
| 1890                                                | 1890                                          |                                               | 1.156                                         | 1.156                                         |
| 1900                                                | 1900                                          |                                               | 1.106                                         | 1.106                                         |
| 1910                                                | 1910                                          |                                               | 1.089                                         | 1.089                                         |
| 1923                                                | 1923                                          |                                               | 1.076                                         | 1.076                                         |
| 1934                                                | 1934                                          |                                               | 1.111                                         | 1.111                                         |
| 1939                                                | 1939                                          |                                               | 1.071                                         | 1.071                                         |
| 1951                                                | 1951                                          |                                               | 1.057                                         | 1.057                                         |
| 1961                                                | 1961                                          |                                               | 1.102                                         | 1.102                                         |
| 1971                                                | 1971                                          |                                               | 1.158                                         | 1.158                                         |
| 1981                                                | 1981                                          |                                               | 1.165                                         | 1.165                                         |
| 1991                                                | 1991                                          |                                               | 1.116                                         | 1.116                                         |
| 2001                                                | 2001                                          |                                               | 1.134                                         | 1.134                                         |
| 2011                                                | 2011                                          |                                               | 1.123                                         | 1.123                                         |
| 2021                                                | 2021                                          |                                               | 1.116                                         | 1.116                                         |
| 2024                                                | 2024                                          |                                               | 1.129                                         | 1.129                                         |
| Quelle(n): Statistik Austria, Gebietsstand 1.1.2021 |                                               |                                               |                                               |                                               |

## Kultur und Sehenswürdigkeiten

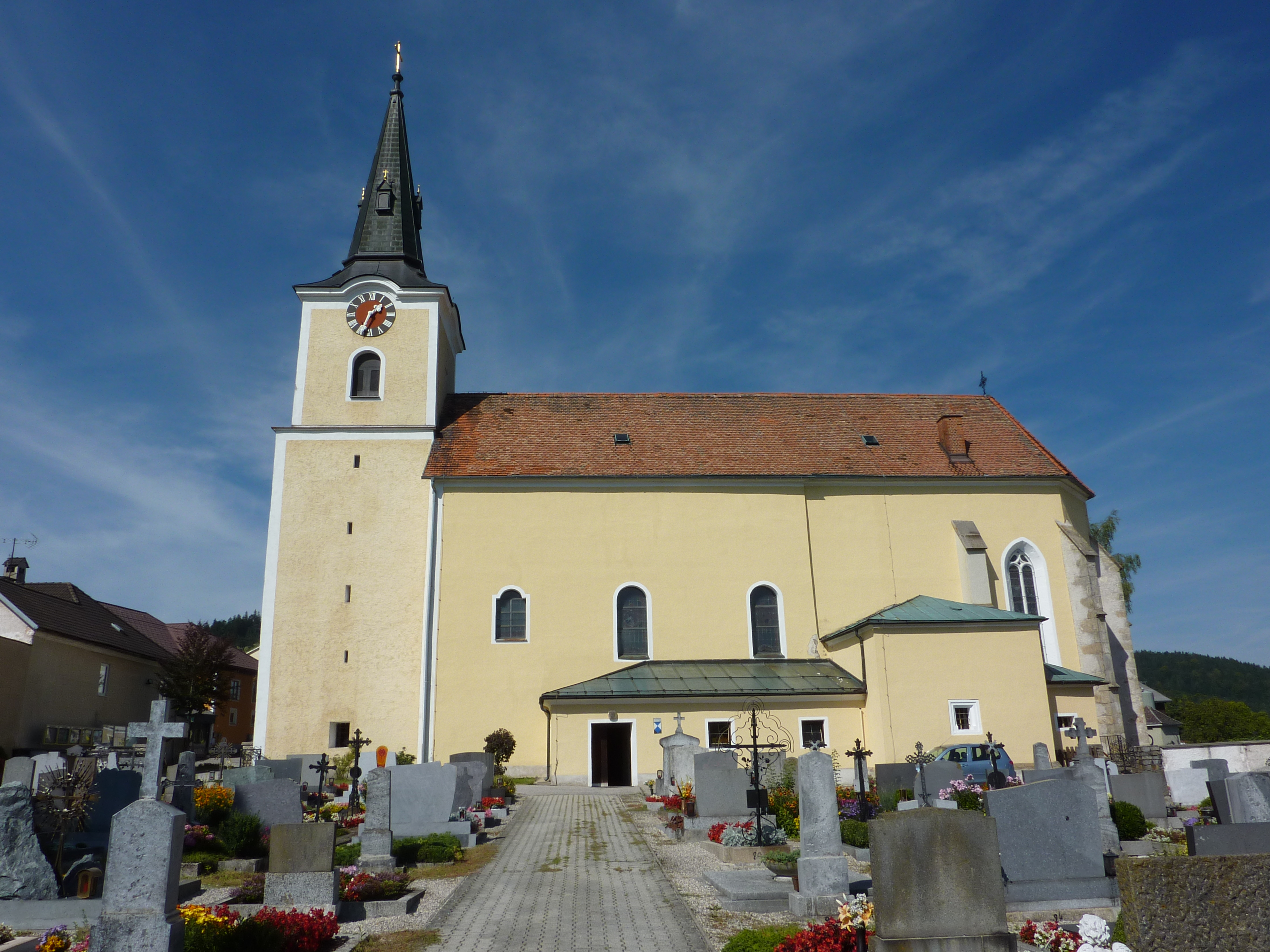
Pfarrkirche St. Oswald

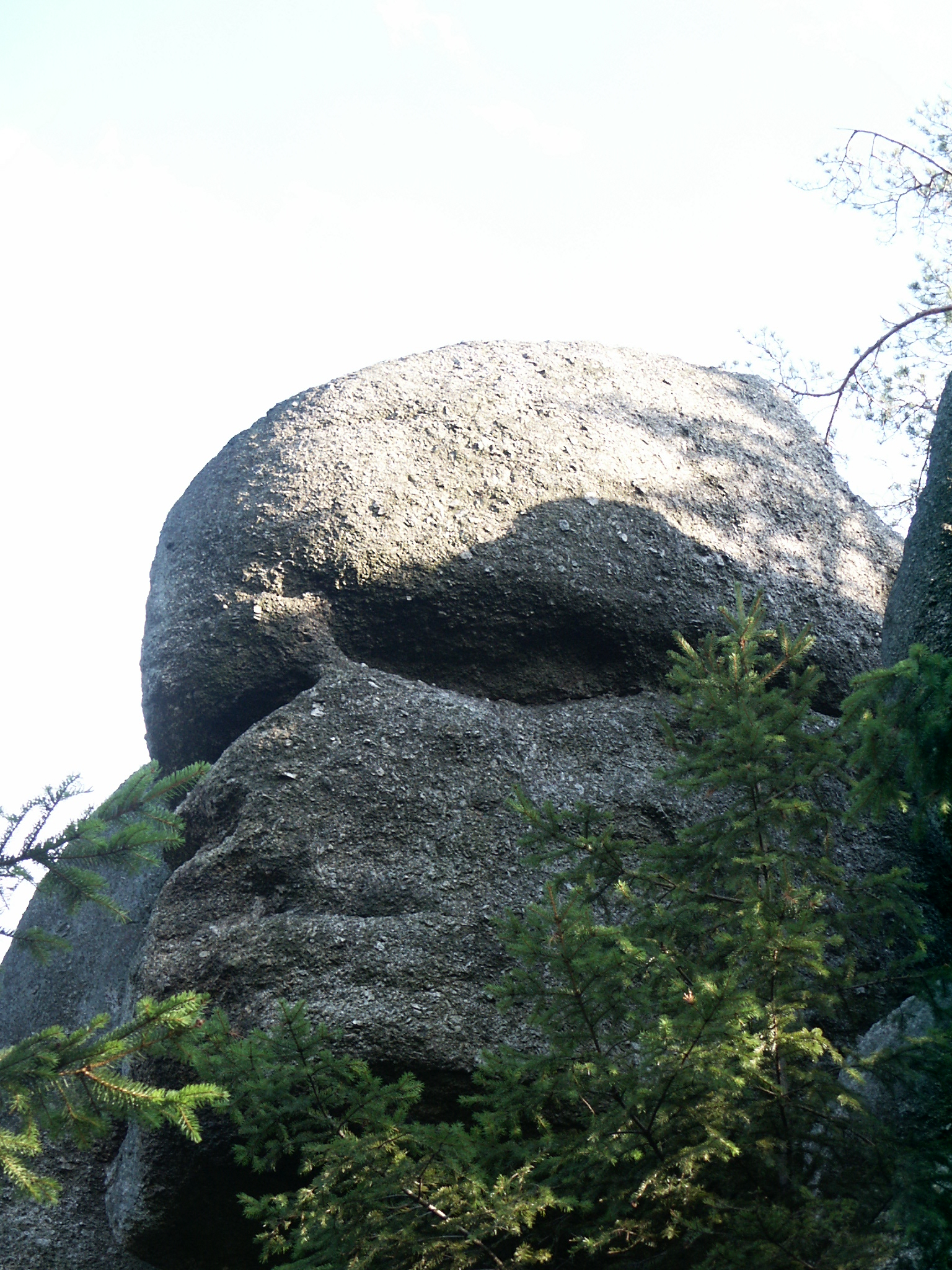
Totenkopfstein

### Bauwerke
- Katholische Pfarrkirche St. Oswald

### Naturdenkmäler
- Totenkopfstein: Im Felsgeklüft ein totenkopfähnliches Gebilde, nach Norden schauend, wo nach dem Glauben der Germanen das Totenreich und die Götterburg lagen. Dieser Stein scheint auch die Menschen lange vor uns fasziniert zu haben. Auf seiner Kuppe ist ein viereckiger Sitz eingeschnitten, der in diesem Falle keine Auswaschung sein kann, sondern Menschenwerk ist.
- Herzstein: Der etwa fünf Meter hohe und einem aufgestellten Menschenherzen ähnelnde Felsen steht inmitten von meterhohem Heidegras. Auffallend ist, dass das Herz (wie bei den anderen alten Kultstätten) verkehrt steht. Es hat auch mit dem Menschenherzen nichts zu tun, sondern stellt eine weibliche Doppel-Kultstätte dar, nämlich Mutterbrust und Mutterschoß. Dieses Kultsymbol findet man im Waldviertel sehr häufig.

An seiner Auflage wurde ein kleiner schon bestehender Spalt erweitert, sodass nun auch ein Mensch durchkriechen kann. Solches Durchkriechen durch besonders markante Engstellen war einst ein Kultbrauch, der helfen sollte, körperliche Leiden abzustreifen.

### Sport
Neben dem Sport- und Kulturverein St. Oswald sorgt die Sportunion mit den Sektionen Tennis, Stockschützen, Turnen und Beachvolleyball für sportliches Leben in St. Oswald.

### Gesundheit
In der Nähe der Sportanlagen gibt es eine Kneippanlage und einen Kräutergarten.

### Vereine
Der Verein für gegenseitige Hilfe bei Brandfällen „Nebenleistung“ ist eine  Selbsthilfeorganisation in Raum St. Ostwald, die bei Brandfällen in der Region in Form von Arbeitsleistungen, in Naturalien oder in finanzieller Form Hilfe leistet. Diese besondere Form der Nachbarschaftshilfe wurde 2010 zum Immateriellen Welterbe, wie es die UNESCO deklariert, in der Österreichliste (Nationales Kulturgut) erklärt.
Folgende weitere Vereine sind in St. Oswald aktiv:
- Freiwillige Feuerwehr
- Rotes Kreuz St. Oswald
- Musikverein St. Oswald
- Freunde des Musikvereins
- Landjugend
- Sport- und Kulturverein St. Oswald
- Sportunion bestehend aus:
  - Rauschenbären (Maxi-Rennen)
  - Großhupfa (Hobby Fußball)
  - Tennis
  - Stockschützen
  - Turnerinnen
  - Beachvolleyball
- NÖ Bildungs- und Heimatwerk
- Bäuerinnenchor
- Kameradschaftsbund
- Schützenverein
- Kneippverein

## Wirtschaft und Infrastruktur
Nichtlandwirtschaftliche Arbeitsstätten gab es im Jahr 2001 32, land- und forstwirtschaftliche Betriebe nach der Erhebung 1999 120. Die Zahl der Erwerbstätigen am Wohnort betrug nach der Volkszählung 2001 510. Die Erwerbsquote lag 2001 bei 45,32 Prozent.

### Öffentliche Einrichtungen
In St. Oswald befinden sich ein Kindergarten und eine Volksschule.

## Politik

### Gemeinderat
Der Gemeinderat hat 19 Mitglieder.
- Mit den Gemeinderatswahlen in Niederösterreich 1990 hatte der Gemeinderat folgende Verteilung: 14 ÖVP, 3 FPÖ und 2 SPÖ.
- Mit den Gemeinderatswahlen in Niederösterreich 1995 hatte der Gemeinderat folgende Verteilung: 12 ÖVP und 7 SPÖ.[5]
- Mit den Gemeinderatswahlen in Niederösterreich 2000 hatte der Gemeinderat folgende Verteilung: 13 ÖVP und 6 SPÖ.[6]
- Mit den Gemeinderatswahlen in Niederösterreich 2005 hatte der Gemeinderat folgende Verteilung: 11 ÖVP und 8 SPÖ.[7]
- Mit den Gemeinderatswahlen in Niederösterreich 2010 hatte der Gemeinderat folgende Verteilung: 13 ÖVP und 6 SPÖ.[8]
- Mit den Gemeinderatswahlen in Niederösterreich 2015 hatte der Gemeinderat folgende Verteilung: 14 ÖVP und 5 SPÖ.[9]
- Mit den Gemeinderatswahlen in Niederösterreich 2020 hatte der Gemeinderat folgende Verteilung: 15 ÖVP und 4 SPÖ.[10]
- Mit den Gemeinderatswahlen in Niederösterreich 2025 hat der Gemeinderat folgende Verteilung: 14 ÖVP und 5 SPÖ.[11]

### Bürgermeister
- bis 2014 Ignaz Leonhartsberger (ÖVP)
- seit 2014 Rosemarie Kloimüller (ÖVP)[12]